# Iwan III Srogi

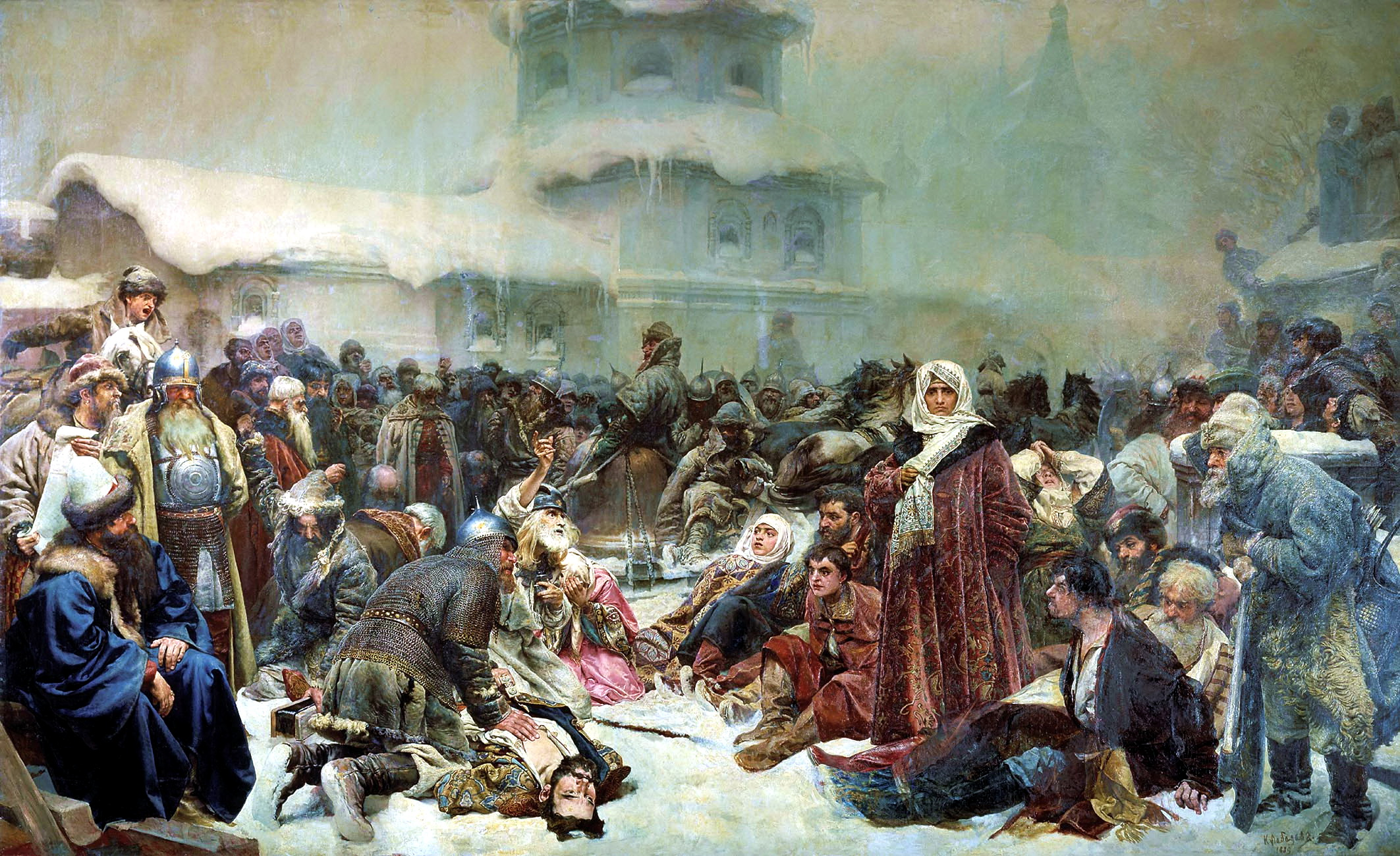
Zniszczenie Nowogrodu przez Iwana III

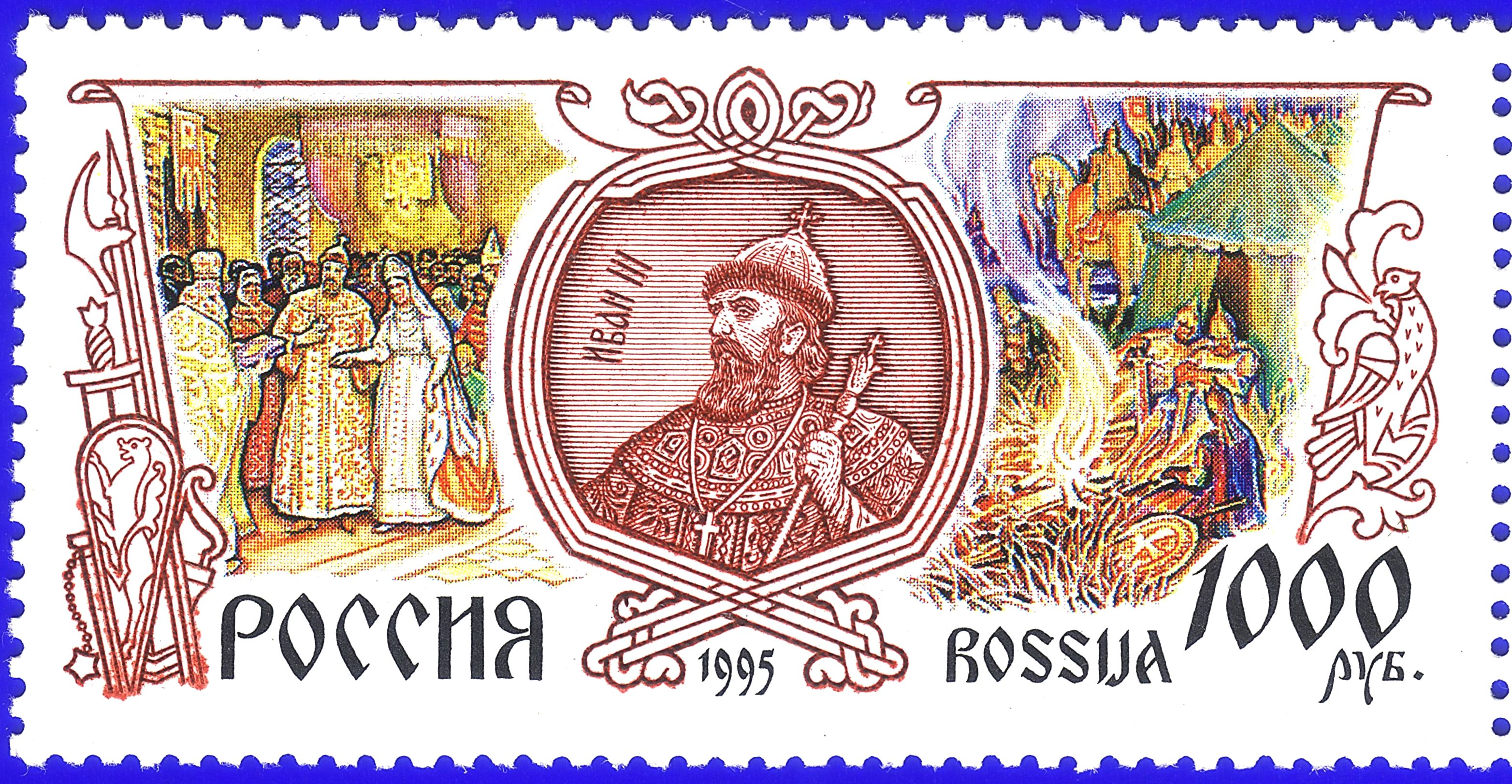
Znaczek pocztowy wydany w 1995 z podobizną Iwana III

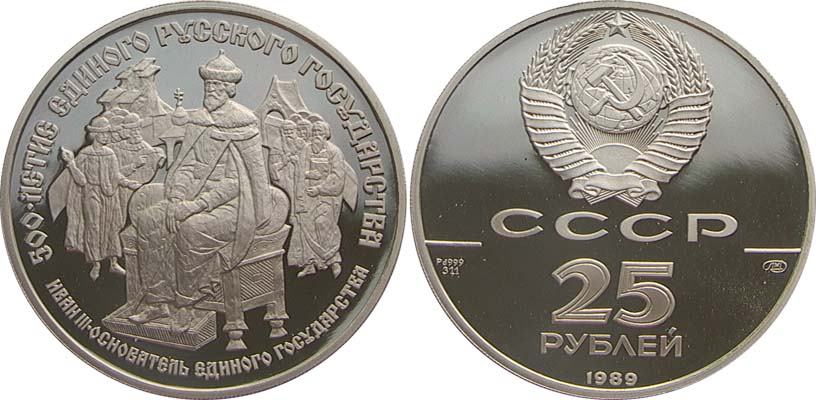
Moneta 25 rubli z 1989 wykonana z palladu

Iwan III Srogi, Iwan III Wasiljewicz, Iwan Wielki (ros. Иван III Васильевич, Иван Великий; ur. 22 stycznia 1440 w Moskwie, zm. 27 października 1505 tamże) – syn Wasyla II Ślepego z dynastii Rurykowiczów, w latach 1462–1505 wielki książę moskiewski.

## Podbój niezależnych księstw ruskich
Wkrótce po objęciu władzy w Wielkim Księstwie Moskiewskim w 1463 roku najechał i podbił Księstwo Jarosławskie, a w 1464 zajął Psków. W roku 1474 przyłączył do Moskwy Księstwo Rostowskie, które nabył drogą kupna.
14 lipca 1471 roku wojska Iwana Srogiego rozgromiły nad rzeką Szeloną wojska Republiki Nowogrodzkiej, która była wówczas lennem Wielkiego Księstwa Litewskiego (w unii z Polską). W wyniku ataku Nowogród nie zdążył wezwać Litwy na pomoc i znalazł się pod władzą Moskwy. 11 sierpnia przedstawiciele Republiki złożyli hołd Iwanowi III, a ostatecznie 14 stycznia 1478 Moskwa przyłączyła ją do swojego państwa. Podbój opływającej w bogactwa świetnie położonej republiki kupieckiej Nowogrodu, a wcześniej Pskowa, przyczynił się do wzrostu znaczenia Wielkiego Księstwa Moskiewskiego.

## Stanięcie nad Ugrą
W listopadzie 1480 roku armia tatarska dowodzona przez Ahmeda-chana, chana Wielkiej Ordy, ruszyła na Moskwę, aby wymusić na jej władcy zaległą daninę. Chan, napotkawszy wojska Iwana III nad rzeką Ugrą, nie odważył się na atak i po otrzymaniu wiadomości, że Kazimierz IV Jagiellończyk nie przyjdzie mu z pomocą z powodu wojny popiej, wrócił do Saraju (stanięcie nad Ugrą), co uznaje się za umowny koniec 250-letniej niewoli mongolskiej zapoczątkowanej klęską nad Kałką.
Iwan III zorganizował w 1482 wielki najazd Tatarów krymskich na ziemie litewskie, którzy spalili m.in. Kijów. W 1485 zdobył Księstwo twerskie, co zmusiło wielkiego księcia twerskiego Michała Borysowicza 8 września 1485 roku do ucieczki na Litwę. W 1487 roku na stronę moskiewską dobrowolnie przeszły Peremyszl, Sereńsk, Kozielsk, Riazań.

## I wojna z Litwą
Po śmierci króla Kazimierza Jagiellończyka, w czerwcu 1492 roku rozpoczął wojnę z Wielkim Księstwem Litewskim  (Wojna litewsko-moskiewska (1492–1494)). Armia moskiewska zdobyła Lubuck, Mceńsk, Chlepień, Rohaczew, zagroziła Wiaźmie. W tym czasie kniaziowie Sierpiejska i Mezecka przeszli na stronę Moskwy, poddając jej swoje księstwa. Zimą 1492 wojska litewskie pod wodzą Jerzego Hlebowicza przeszły do kontrofensywy odbijając Sierpiejsk i Mezeck. W styczniu 1493 nowa wyprawa moskiewska zdobyła Wiaźmę i zagroziła Smoleńskowi. W styczniu 1493 roku Iwan III po raz pierwszy użył w korespondencji do wielkiego księcia litewskiego Aleksandra Jagiellończyka określenia „gosudar wszystkiej Rusi” (pan całej Rusi), nie uznanej jednak przez Aleksandra (ani następnych władców polsko-litewskich aż do roku 1764). W wyniku zawartego w 1494 roku pokoju Litwa straciła Wiaźmę i zrezygnowała ze swoich roszczeń do ziem Nowogrodu Wielkiego, Pskowa, Tweru i Riazania.

## II wojna z Litwą
W 1500 roku ponownie zaatakował Wielkie Księstwo Litewskie za powód podając niewybudowanie przez Aleksandra Jagiellończyka obiecanej cerkwi na dziedzińcu zamku wileńskiego (Wojna litewsko-moskiewska (1500–1503)). W 1500 roku Iwan III pokonał hetmana litewskiego Konstantego Iwanowicza Ostrogskiego w bitwie nad Wiedroszą i wziął go do niewoli. Kontrakcja Aleksandra Jagiellończyka spowodowała uwolnienie oblężonego Smoleńska oraz najazd na ziemie moskiewskie chana Szeich-Achmata, który nadal uważał się za zwierzchnika Iwana III, oraz atak mistrza krajowego zakonu inflanckiego Woltera von Plettenberg, który pokonał Moskali w bitwie pod Izborskiem, jednak Moskwa rozpoczęła kolejne działania wojenne, które zakończyły się sukcesem Iwana III. Na mocy rozejmu Wielkie Księstwo Litewskie straciło 1/3 swojego terytorium. Do państwa moskiewskiego włączono wszystkie Księstwa Wierchowskie, Księstwo czernihowskie i Siewierszczyznę, część Kijowszczyzny, część Księstwa Mścisławskiego, Mglin, część Smoleńszczyzny i część Ziemi połockiej. W wyniku wojny osłabiona i zagrożona Litwa, zmuszona została do zacieśnienia związków z Polską podpisując w 1501 unię mielnicką.
Na polecenie Iwana III rozbudowano Kreml w Moskwie. Dwadzieścia pięć lat po ślubie Iwana III z Zoe Paleolog (1497), dwugłowego orła uznano za oficjalny herb Wielkiego Księstwa Moskiewskiego, zaś św. Jerzy na koniu pozostał herbem stołecznego miasta – Moskwy.
Miał trzy cele:
1. przezwyciężenie rozdrobnienia Rusi
2. walkę z Litwą – przejęcie spuścizny Rusi Kijowskiej
3. wejście w sojusz z wrogami państwa polsko-litewskiego.

## Polityka Iwana III
Iwan ingerował w sprawy Kościoła popierając autokefalię metropolitów moskiewskich. Nawiązał, potem rozwijał stosunki dyplomatyczne z: Państwem Kościelnym, Świętym Cesarstwem Rzymskim, Królestwem Węgier, Hospodarstwem Mołdawii oraz Imperium Osmańskim. Do swojego państwa sprowadzał wielu specjalistów, zwłaszcza z Włoch. Zmienił symbol państwowy poprzez wprowadzenie dwugłowego orła; wprowadził nowy ceremoniał koronacyjny tudzież, okolicznościowo, tytuł cara.

## Małżeństwa i potomstwo
Był dwukrotnie żonaty. Pierwszą żoną była Maria Twerska. Miał z nią syna – Iwana Iwanowicza, zwanego Młodszym. Maria zmarła w 1467 roku. Iwan Młodszy żył w latach 1458–1490, zginął w niewyjaśnionych okolicznościach. Iwan Młodszy był żonaty z córką Stefana Wielkiego (hospodara mołdawskiego) Heleną i miał z nią syna Dymitra (1483–1509). Iwan III ogłosił wnuka następcą tronu 4 lutego 1498 roku. Jednak pod wpływem drugiej żony w 1502 roku odwołał swoją decyzję i na władcę księstwa wyznaczył Wasyla III. Dymitr został wtrącony do więzienia, gdzie zmarł w 1509 roku.
Jego drugą żoną została Zoe (Zofia), przedstawicielka dynastii Paleologów panującej do 1453 w Konstantynopolu. Małżeństwo zostało zawarte w 1472 roku. Z Zofią miał m.in.:
- syna Wasyla III,
- syna Andrzeja, księcia Starickiego,
- córkę Helenę Moskiewską, żonę Aleksandra Jagiellończyka, wielką księżną Litwy i tytularną królową Polski.